# يوجين جارفيس
يوجين جارفيس (بالإنجليزية: Eugene Jarvis)‏ هو مصمم ألعاب فيديو ‏ وعالم حاسوب ومبرمج ومهندس أمريكي، ولد في 27 يناير 1955 في بالو ألتو في الولايات المتحدة.

## وصلات خارجية
- يوجين جارفيس على موقع إن إن دي بي (الإنجليزية)